# Rugosophysis lumawigorum
Rugosophysis lumawigorum är en skalbaggsart som beskrevs av Komiya och Alain Drumont 2008. Rugosophysis lumawigorum ingår i släktet Rugosophysis och familjen långhorningar.
Artens utbredningsområde är Filippinerna. Inga underarter finns listade i Catalogue of Life.